# Extremadura Unión Deportiva
Extremadura Unión Deportiva foi um clube de futebol espanhol na cidade de Almendralejo Badajoz (província). Competia na terceira divisão da Espanha. Após a sua promoção ao LaLiga 1|2|3 na temporada 2017-18, ele retornou à comunidade profissional da Extremadura para o futebol profissional após 15 anos de ausência.

## História
O clube foi fundado em 2007, quando o histórico CF Extremadura já estava ameaçado com o desaparecimento ao ser afogada por dívidas.
O clube começou sua jornada na temporada 2007/08 na categoria mais baixa de futebol Extremadura na época, o Regional Primeiro da Extremadura, e depois de uma campanha bem sucedida, alcançou seu objetivo de atualizar, também confortavelmente, distanciando o segundo classificado em 11 pontos.
Na temporada 2008/09 ele competiu no Regional Preferencial da Extremadura, onde fez uma campanha espetacular porque, três dias antes do final da liga, conseguiu o campeonato e subiu para a Terceira Divisão da Espanha. Como curiosidade desta temporada, chegaram a enfrentar duas Extremadura duas vezes, já que ambas coincidiam na categoria. Extremadura UD venceu os dois jogos contra CF Extremadura.
Após o desaparecimento do histórico CF Extremadura, que passou duas temporadas na La Liga, tornou-se a equipa de referência do Almendralejo e uma das mais representativas de Badajoz e da Extremadura.
Depois de muitas temporadas a competir e devido aos problemas económicos que a Extremadura UD teve, o clube é excluído da competição devido a uma falha de gol contra o Racing Club de Ferrol, na segunda-feira, 28 de fevereiro de 2022, Manuel Franganillo compareceu perante o mídia comentando que o clube está desaparecendo e sendo liquidado, pondo fim a 98 anos de futebol na cidade de Almendralejo.